# Marie Louise De Meester
Marie De Meester, in religione Louise (Roeselare, 8 aprile 1857 – Lovanio, 10 ottobre 1928), è stata una religiosa belga, fondatrice delle Suore missionarie del Cuore Immacolato di Maria.

## Biografia
Primogenita di Aloïs De Meester, commerciante di tessuti, e di sua moglie Pelagie Sioen, compì gli studi presso il convitto delle canonichesse di Ypres e il liceo delle orsoline a Tournai.
Nel 1879 chiese di essere ammessa tra le canonichesse regolari di Sant'Agostino del monastero di Ypres ed emise la professione perpetua nel 1881.
Grazie all'opera della Santa Infanzia, attiva nella scuola in cui era insegnante, entrò in contatto con il carmelitano scalzo Vittorio Verleure, missionario nella diocesi indiana di Quilon.
Verleure chiese alla priora del monastero delle canonichesse di Ypres di inviare in india alcune religiose per dirigere l'orfanotrofio di Mulagamudu, ma dopo un iniziale accoglimento dell'invito le canonichesse rinunciarono al progetto.
Con il permesso di Gustave Joseph Waffelaert, vescovo di Bruges, il 5 settembre 1897 partì per l'India insieme con una novizia, Ursula de Jonckheere: assunse la direzione dell'orfanotrofio di Mulagamudu, che al suo arrivo ospitava 58 bambini, nell'ottobre successivo. Ferdinando di Santa Maria Ossi, vescovo di Quilon, adeguò per le religiose la regola del monastero di Ypres.
Nel 1900 e nel 1905, fece viaggi in patria per cercare di aiuti e reclutare nuove missionarie e nel 1908 ottenne dalla Santa Sede il permesso di aprire un noviziato a Roeselare, che nel 1913 divenne la casa centrale delle canonichesse missionarie di Sant'Agostino (dette poi Missionarie di Sant'Agostino e infine suore missionarie del Cuore Immacolato di Maria).